# March Engineering
March a fost o echipă de Formula 1 care a concurat in Campionatul Mondial între 1970 și 1992. A lipsit totuși de la starul competiției între sezoanele 1978-1980, între 1983-1986, și în sezoanele 1990-1991.

## Palmares în Formula 1
| Sezon | Piloți | Puncte | Loc clasament general |
| ----- | --- | ------ | --------------------- |
| 1992  | Karl Wendlinger (14 curse); Jan Lammers (2 curse) / Paul Belmondo (11 curse); Emanuele Naspetti (5 curse) | 3      | 9                     |